# Lisbon (CDP, New Hampshire)
Der Lisbon CDP ist ein Census-designated place in der Town of Lisbon im Grafton County im US-Bundesstaat New Hampshire. Die Volkszählung von 2020 erfasste 965 Einwohner. Der CDP wurde im Jahr 2002 erstmals vom Census definiert. Er umfasst den Kernort der Town of Lisbon.

## Lage
Der Ort liegt bei den Koordinaten 44° 12' 45.22" Nord und 71° 54' 32.31" West auf einer Höhe von 193 Metern über dem Meeresspiegel am Ammonoosuc River. Die 8,8 km² große Fläche des Gebietes setzt sich zusammen aus 8,6 km² Land- und 0,2 km² Wasserfläche. Durch den Ort führt die US-302.